# عبد الله عبد الرحمن الجفري
عبد الله عبد الرحمن الجفري، أديب سعودي يعد من رموز الصحافة السعودية، له العديد من المؤلفات التي استحقت تقدير القراء خلال مشواره الحافل بين العطائين الصحفي والإبداعي، واتجه الجفري في الخمسة عشر سنة الأخيرة من عمره لكتابة المقالات اليومية وابتعد عن الركض في صاحبة الجلالة، وقد كتب الراحل في صحيفة الحياة وعكاظ والبلاد، زواية يومية، إضافة لعدد من الزواية الأسبوعية في مجلات عربية تصدر في لندن.

## النشأة والتعليم
الجفري من مواليد مكة المكرمة عام 1939 م، وتلقى تعليمه بمكة المكرمة إلى نهاية المرحلة الثانوية (قسم أدبي).

## العمل والمناصب
عمل موظفاً بإدارات: الأمن العام، الجوازات والجنسية، ثم وزارة الإعلام (مديرية الصحافة والنشر) و (المديرية العامة للمطبوعات)، ثم أعيرت خدماته من وزارة الإعلام إلى عدة صحف في سنوات متتالية.. فعمل سكرتيراً لتحرير صحيفة البلاد وو صحيفة المدينة المنورة/ صحفاً يومية.. ثم: مسئولاً عن التحرير بصحيفة عكاظ.
شغل الراحل منصب» نائب الناشرين«بالشركة السعودية للأبحاث والتسويق التي تصدر صحيفة»الشرق الأوسط «اليومية، ومجلتي: سيدتي، المجلة (أسبوعيتان).
- أشرف على صفحات الثقافة والأدب بصحيفة» الشرق الأوسط«يومياً.. وعلى إعداد وتقديم ملف الثقافة في مجلة (المجلة)، ونائباً لرئيس تحرير»الشرق الأوسط «للشئون الثقافية.
- استمر يكتب عموداً يومياً في كل صحيفة احتضنت نشاطاته تحت عنوان: (ظلال) إلى جانب إبداعاته الأدبية في: القصيرة القصيرة، والرواية، والمقال الأدبي والإبداعي.
- كلف بإنشاء مكتب اللبنانية في المملكة العربية السعودية.. مع استمراره في كتابة زاوية يومية في نفس الصحيفة بعنوان» نقطة حوار«.
- يعمل الآن: كاتباً متفرغاً من منزله.. كان يكتب عموداً يومياً بعنوان (نقطة حوار) في صحيفة الحياة الدولية الصادرة من لندن، وكتب: صفحة أسبوعية في مجلة (الجديدة) بعنوان: كلمات فوق القيود، وصفحة أسبوعية في مجلة (اليمامة) السعودية، بعنوان: موانئ في رحلة الغد، وعمود يومي بصحيفة» عكاظ«بجدة، عنوانه: (ظلال).
- شارك بالكتابة في عدد من الصحف والمجلات العربية.. فكان يكتب عموداً يومياً في طبعة (الأهرام) الدولية بعنوان» نقطة حوار«قبل إصدار صحيفة الحياة.. وكتب في مجلات مصرية بشكل أسبوعي دائم في كل من: آخر ساعة، أكتوبر، صباح الخير..وكان يكتب صفحة أسبوعية في صحيفة الرأي العام الكويتية.[2]

## الجوائز
- الجوائز التي حصل عليها:
- الجائزة التشجيعية في الثقافة العربية من المنظمة العربية للتربية والثقافة والعلوم في 20 ديسمبر عام 1984م، تقديراً على كتابه: (حوار في الحزن الدافئ).
- جائزة «على ومصطفى أمين للصحافة» عام 1992 م: على مقالاته الرائعة.
- جائزة «المؤتمر الثاني للأدباء السعوديين» بإشراف جامعة «أم القرى» تقديراً لدوره البارز في إثراء الحركة الأدبية والثقافية في المملكة: (1998 م).
- جائزة المفتاحة لعام 1421هـ / 2000 م، عن لجنة التنشيط السياحي بعسير، تكريماً لجهوده المتميزة في الكتابة والصحافة.
- الزمالة الفخرية من «رابطة الأدب الحديث» بالقاهرة.
- شهادة تقدير من» الجمعية العربية السعودية للفنون والثقافة والإعلام«التي أسسها الشهيد الروائي/ يوسف السباعي، وذلك» تقديراً لإنجازاته الجليلة وعطائه الوافر للمجتمع«في عام 1986 م.
- جائزة تقديرية وشهادة من صحيفة الرياض عام 1422 هـ، وتسمى: جائزة التنوع والالتزام.
- جائزة تقديرية وشهادة من (جمعية لسان العرب) للحفاظ على اللغة العربية التابعة للجامعة العربية عام 2005م/ 1426 هـ.

## إصدارات المؤلف
- حياة جائعة: مجموعة قصصية.
- الجدار الآخر: مجموعة قصصية.
- الظمأ: مجموعة قصصية.
- جزء من حلم: رواية
- زمن يليق بنا: مؤلف وجداني
- الحلم المطعون: رواية.
- تلك الليلة
- أيام معها
- العشب فوق الصاعقة
- العاشقان
- لحظات: مؤلف وجداني
- نبض: خواطر وتأملات.
- 100 خفقة قلب
- برق لجنون المهرة: مضمون إنساني / إبداعي.
- هذا يخصك سيدتي
- حوار.. في الحزن الدافئ: ميلودراما حوارية/ حائز على جائزة الإبداع العربي من المنظمة العربية للثقافة والتربية والعلوم. (1985م)
- فقط (الطبعة الثالثة): قراءة نفسية في أعماق امرأة متميزة.
- أنفاس على جدار القلب:
- حوار.. وصدى:	رؤية إنسانية عبر الحوار.
- أبواب للريح والشمس:	نافذة على رحيق الثقافية.
- رسائل حب عربية: (الطبعة الثانية)شرائح إنسانية / وجدانيات.
- عصر الكلمة العار: فضح لسقوط الفكر المنحرف.
- المثقف العربي.. والحلم: بانوراما عن الواقع الثقافي العربي وشروخه.
- الزيدان: زوربا القرن العشرين: صفحات عن المعلم.
- سطر... بدفء الكون:(لوحات إنسانية).
- لوحات.. على الشفق:	خواطر وتأملات.
- من كراستها الخاصة: وجدانيات.
- وطن.. فوق الإرهاب: رؤية لأبعاد الغلو والتطرف في الفكر الديني
- نزار قباني: حكاية معشبة لصداقة قصيرة

آخر سيوف الأمويين الذهبية
- عدد إصداراته حتى الآن: (29) كتاباً، تضم: مجموعات قصصية، وروايات، ورؤية إنسانية عبر الحوار، ولوحات إنسانية، ورؤية لمنطق الخطاب العربي.
- وله إصدارات تحت الطبع.. بلغت حتى الآن: (11) كتاباً.

## الوفاة
توفي 2/10/1429هـ.